# 창정 2F
CZ-2F(长征二号F运载火箭)는 중국의 우주 발사체이다. CZ는 창정(중국어 간체자: 长征, 병음: Cháng Zhēng, 한자음: 장정)의 약자이다. 중국의 유인 우주선인 선저우 5호를 주취안 위성발사센터에서 발사한 로켓이다.
2003년 10월 15일 창정 2F 로켓으로 선저우 5호를 발사했다. 중국 최초의 유인우주선이다.

## 엔진
추력 83톤(814 kN, 183,000 lbf)인 YF-20 계열 엔진을 4개 묶어서 1단에 사용했다. 1단 옆에 부스터로 YF-20 엔진 4개를 붙였다. 그래서 664톤 추력을 낸다. 2단은 추력 83톤 YF-20 계열 엔진 1개를 사용했다. YF-20 엔진은 북한 80톤 엔진, 미국 LR-87, 멀린 로켓 엔진, 한국 KARI 75톤급 로켓엔진과 추력이 비슷하다.
한국형발사체는 1단에 75톤 추력 4개를 묶어 300톤, 2단 75톤 추력 1개, 3단 7톤 추력 1개를 사용한다. 3단을 떼어내고, 2단을 부스터로 사용해 1단에 4개를 추가하면 창정 2F와 거의 비슷해진다.

## 발사기록
| 시간(GMT)               | 화물                        | 결과 | 비고                             |
| ----------------------- | --------------------------- | ---- | -------------------------------- |
| 1999년 11월 19일, 22:30 | 선저우 1호                  | 성공 | 무인 테스트                      |
| 2001년 1월 9일, 17:00   | 선저우 2호                  | 성공 | 동물 테스트                      |
| 2002년 3월 25일, 14:15  | 선저우 3호                  | 성공 | 무인 테스트                      |
| 2002년 12월 29일, 16:40 | 선저우 4호                  | 성공 | 무인 테스트                      |
| 2003년 10월 15일, 01:00 | 선저우 5호                  | 성공 | 최초 유인 우주 비행, 1인 탑승    |
| 2005년 10월 12일, 01:00 | 선저우 6호                  | 성공 | 2인 탑승                         |
| 2008년 9월 25일, 13:10  | 선저우 7호                  | 성공 | 3인 탑승, 최초 우주유영          |
| 2011년 9월 29일, 13:16  | 톈궁 1호                    | 성공 | 최초의 우주 정거장               |
| 2011년 10월 31일, 21:58 | 선저우 8호                  | 성공 | 무인 비행으로 톈궁 1호와 도킹    |
| 2012년 6월 16일, 10:37  | 선저우 9호                  | 성공 | 3명 탑승, 톈궁 1호와 도킹 테스트 |
| 2013년 6월 11일, 09:38  | 선저우 10호                 | 성공 | 3명 탑승, 톈궁 1호와 도킹        |
| 2016년 9월 15일, 14:04  | 톈궁 2호                    | 성공 | 중국의 2번째 우주정거장          |
| 2016년 10월 16일, 23:30 | 선저우 11호                 | 성공 | 톈궁 2호에 도킹                  |
| 2020년 9월 4일          | 재사용 가능한 실험용 우주선 | 성공 | 재사용 가능한 우주선 실험 테스트 |
| 2021년 6월 17일, 01:22  | 선저우 12호                 | 성공 | 3명 탑승, 톈궁 우주정거장와 도킹 |
| 2021년 10월 15일, 16:23 | 선저우 13호                 | 성공 | 3명 탑승, 톈궁 우주정거장와 도킹 |
| 2022년 6월 5일, 02:44   | 선저우 14호                 | 성공 | 3명 탑승, 톈궁 우주정거장와 도킹 |

## 제원
- 0단 - 부스터 x 4
  - 최대중량: 41,000 kg
  - 공허중량: 3,200 kg
  - 추력 (vac): 4 x 814 kN
  - Isp: 291 초 (2.9 kN·s/kg)
  - 연소시간: 128 초
  - 직경: 2.3 m
  - 날개폭: 8.0 m
  - 길이: 15.3 m
  - 연료: N2O4 / UDMH
  - 엔진: 1 x YF - 20B per booster = 4

- 1단
  - 최대중량: 196,500 kg
  - 공허중량: 9,500 kg
  - 추력 (vac): 3,256 kN
  - Isp: 289 초 (2.8 kN·s/kg)
  - 연소시간: 166 초
  - 직경: 3.4 m
  - 길이: 23.7 m
  - 연료: N2O4 / UDMH
  - 엔진: 4 x YF - 20B

- 2단
  - 최대중량: 91,500 kg
  - 공허중량: 5,500 kg
  - 추력 (vac): 831 kN
  - Isp: 289 초 (2.8 kN·s/kg)
  - 연소시간: 300 초
  - 직경: 3.4 m
  - 길이: 15.5 m
  - 연료: N2O4 / UDMH
  - 엔진: 1 x YF - 25/23

## 같이 보기
- 창정 로켓
- 중국국가항천국